# スティーブン・ジョーンズ
スティーブン・ジョーンズ （英: Steven Earl Jones、1949年3月25日 - ）は、アメリカの物理学者。科学者の間では、ミューオン触媒核融合と常温核融合の研究者として知られるようになった。9/11陰謀論との関係でも知られ、単なる飛行機の衝突と火災は、世界貿易センタービルと7つの世界貿易センターの崩落をそれほど急速かつ完全に引き起こすわけがなく、代わりに崩壊は制御された解体であったことを示唆していると主張した。
2006年後半、ブリガムヤング大学（BYU）の職員が彼を有給休暇にした後、彼はBYUとの合意により2007年1月、ブリガムヤング大学物理学教授を退任した。ジョーンズは、2016年8月にEurophysics Newsで発表された論文を含め、BYUからの早期引退後も調査と執筆を続けた。

## 学歴
1973年にブリガムヤング大学で学位を得たのち、1974年-1977年、SLAC国立加速器研究所で研究を続け、1978年にはヴァンダービルト大学の物理学の博士号を取得した。1979年-1985年、アイダホ国立研究所（Idaho National Laboratory）に勤務。1985年、ブリガムヤング大学物理天文学部に移った。

## 研究分野
1979年から1985年まで、ジョーンズはアイダホ州アイダホフォールズにあるアイダホ国立研究所で研究を行いながら、上級エンジニアリングの専門員を務めた。1982年から1991年まで、米国エネルギー省（DOE）の先端エネルギープロジェクト部門の実験用ミューオン触媒核融合の主任研究員を務めた。 1985年から1993年まで、DOEおよび電力研究所の支援の下で、物性物理学の文脈で重水素ベースの核融合を研究した。また、ジョーンズはTRIUMF（バンクーバー、ブリティッシュコロンビア州）、LANL（ロスアラモス、ニューメキシコ州）、KEK（日本、つくば市）、オックスフォード大学近くのラザフォードアップルトン研究所など、他の物理研究所での実験にも協力した。
1985年頃、ジョーンズは、火山からの噴出ガスにヘリウム3とトリチウムが異常な濃度で含まれていることに興味を持った。彼は、地球の内部の金属と高圧が核融合を起こしやすくする可能性があると仮設し、彼が地球核融合（geo-fusion）またはピエゾ核融合（piezofusion）、高圧核融合と呼んだものに関する一連の実験を開始した。核反応であることをはっきりさせるために、ジョーンズは実験で生成されるごくわずかな中性子を正確に測定することができる中性子カウンターを設計および構築した。そのカウンターは、少量の融合が起こっていることを示した。ジョーンズは、このプロセスがエネルギー源として有用である可能性は低いものの、少なくともこの結果は核融合が発生している証拠であると主張した。
ジョーンズの関心は、考古学、太陽エネルギー、およびBYUの多数の教授と同様に、モルモン書に関する考古学にまでに及ぶ。彼はこれらは古代マヤ人からの考古学的証拠であり、つまり（復活した）イエス・キリストはアメリカを来訪したという彼の信仰の信念を支持する証拠であると解釈している。ジョーンズは末日聖徒イエスキリスト教会の会員であり、「敬虔なモルモン」といわれる。2016〜17年、彼と彼の妻はニュージャージー州モリスタウンでフルタイムの上級宣教師を務めた。

### ミューオン触媒核融合
1980年代半ば、ジョーンズおよび他のBYU科学者は、彼がサイエンティフィック・アメリカンの記事で冷核融合（cold nuclear fusion）と呼んだものに取り組んだ（この反応は、現在では、ユタ大学のスタンレー・ポンズとマーティン・フライシュマンによって提案された低温核融合（cold fusion）との混同を避けるため、ミューオン触媒核融合として知られる）。ミューオン触媒核融合は、1980年代に潜在的なエネルギー源として関心のある分野であったが、そのエネルギーが低出力になることは不可避であると言われる（アルファ-ミュオン付着損失のため）。ジョーンズは、1986年には研究チームを率いて、1ミュオンあたり（平均）150の核融合を達成し、1ミュオンあたり2,600 MeVを超える核融合エネルギーを放出するという記録を立てた。
類似した研究をしていたスタンレー・ポンズとマーティン・フライシュマンはジョーンズとほぼ同時期に研究を始めていたが、そのことをジョーンズは、DOEに自身の研究について研究資金を申請し、DOEがそれに対して提案と査読結果を送付した際に知ることとなった。
研究内容が類似していることを知った彼とポンスとフライシュマンは、彼らの論文を同じ日にネイチャーに発表することに同意した（1989年3月24日）。しかし、ポンスとフライシュマンは、ジョーンズが論文をネイチャーにファックス送信する前の日に、記者会見でその結果を発表することとなった。
1989年3月23日のマーティン・フライシュマンとスタンレー・ポンズによる常温核融合現象発見の記者発表ののち、パラジウム・チタンと金とを電極に用いた重水液の電解実験についての論文を科学雑誌『ネイチャー』同年4月27日号に発表、極めて微量の中性子の発生を報告し、重水素同士が反応する常温核融合が起きたと結論づけた。
ニューヨーク・タイムズの報告によると、論文の査読者はポンスとフライシュマンの研究に対しては厳しく批判的であったが、ジョーンズの著しく控えめで理論的にしっかりした論文の調査結果に対してはそこまで批判的ではなかったという。批判者は、ジョーンズの結果は多分実験誤差によって引き起こされたものであり、査読した物理学者の大部分は、ジョーンズは注意深い科学者だった主張した。その後の追試は、ジョーンズの金属に関する「常温核融合」（geo-fusion）の論文を支持した。
物理学者戸塚洋二の招きに応じて1991年1月に来日、カミオカンデでの常温核融合実験に参加した。
2013年7月、ジョーンズはミズーリ大学で開催された第18回凝縮物質核科学国際会議で、「2つの異なる影響の経験的証拠：金属における低レベルのDD反応と異常な過剰熱」と題したポスター講演を行った。

## 911陰謀論
2001年9月11日のアメリカ同時多発テロ事件によってワールドトレードセンターの3つのビルが崩壊した原因をめぐり、ビル地下の溶けた金属を調べると、瞬間的に鋼鉄を切断する際に使用されるテルミットのような高熱を発する爆発物を使用した形跡が見られた、と述べた。

### 世界貿易センターの破壊
2005年9月22日、約60人が参加するBYUセミナーで、ジョーンズは2001年の9月11日のアメリカ同時多発テロ事件における航空機突入によるワールドトレードセンターと7 WTCの崩壊について見解を発表した。ジョーンズは、主流の崩壊理由に反して、さまざまな証拠が、ビルの崩壊はテルミットによる制御された爆破解体を示していると主張した。彼が引用した証拠としては、崩壊の速度と崩壊の対称性、およびビルから噴出した粉塵の特徴であった。後に、粉塵から見つかった灰色や赤色の欠片をナノテルミットの痕跡として特定し、テルミット反応生成物（酸化アルミニウムと鉄に富む微小球）も粉塵から発見されたと主張した。彼は、制御された解体理論を検証するために、さらなる科学的調査と政府によるすべての関連データの公開を求めた。セミナーの直後、ジョーンズは「なぜWTCの建物は崩壊したのか（Why Indeed Did the WTC Buildings Collapse?）」というタイトルの研究論文を発表したが、物理学部のWebサイトの彼のページでは、BYUはこの論文に責任を負わないとコメントしていた。
その後、ジョーンズはWTC崩壊の調査について、アイダホ州立大学、ユタバレー州立大学、コロラド大学ボルダー校、デンバー大学、ユタアカデミーオブサイエンス、ソノマ州立大学、カリフォルニア大学バークレー校とデイビス校、およびオースティン大学のテキサス校の講義で紹介した。
2006年9月7日、ジョーンズは大学当局の要請によりBYUのウェブサイトから自分の論文を削除し、有給休暇を取得した。大学は、ジョーンズの研究の「推測が強まった告訴的な性質」に関する懸念と、おそらくジョーンズの研究が「適当な科学的発表の場で公表されなかった」ことを、彼を審査の対象とした理由として挙げた。審査は、BYU行政、物理数理科学部、および物理学部の3つの段階で行われることになっていたが、結局BYUは審査を中止することとなった。また、ジョーンズの同僚の何人かは、彼の9/11に関する仕事をさまざまな程度に擁護した。検閲計画（Project Censored）は、2007年の主流メディアの検閲された記事として彼の9/11の研究を挙げた。
大学当局がジョーンズに有給休暇を取らせるという対応は、アメリカ大学教授協会と教育における個人の権利財団から批判を呼んだ。どちらの組織も長い間、学問の自由に関するBYUの対応を批判してきた。ジョーンズは「審査を歓迎」したので、「自分で論文を読むことを人々に奨励する」ことを望んだが、学校は審査を放棄し、ジョーンズは2007年1月1日付で引退することを選択した。
ジョーンズは主要メディアからインタビューを受けており、メディアに多数出演した。ジョーンズは結論を出す際に注意を促した。あるインタビューで、ジョーンズは攻撃とその後の特徴のない建物の完全な破壊に関する政府の理論に直接的に疑問を投げかけ、「アフガニスタンの洞窟にいる19人のハイジャック犯と数人がこれを単独で上手くやり通したとは信じていません」と述べた。彼の名前はしばしば9/11の陰謀論についての報告で言及されるようになった。
ジョーンズは、WTCが爆破解体されたことを示唆する論文をいくつか発表したが、その中でも2005年の論文「WTCが実際に崩壊した理由（Why Indeed Did the WTC Buildings Collapse?）」はこの主題に関する最初の論文であり、その内容と科学的厳密さに対する主張の両方について論争の的とみなされた。その初期の批判者としては、BYUの工学部のメンバーが含まれていた。彼が意見を公にした直後に、BYUの物理数学科学学部と構造工学部は、ジョーンズの見解から距離を置いた声明を発表した。彼らはジョーンズの「仮設と証拠の解釈は学者と実務家によって疑問視されていた」と指摘し、それらが「厳密な技術的審査を保証する関連した科学的議論を行う場に提出された」かどうかに疑問を表明した。2006年4月7日には、ジョーンズはさらなる提示と擁護を、スノー・カレッジ付近のユタ科学芸術アカデミーの仲間の前で行った。ジョーンズは、この論文はD.R.グリフィンの本「9/11 and American Empire：Intellectuals Speak Out」が掲載される前に査読を受けたと主張した。この論文は、"2001年9月11日の調査全体を網羅する"ことを目的として、ジョーンズによって共同設立及共同編集されたジャーナル「9/11研究」に掲載された。さらに、この論文は、陰謀論者のデイビット・レイ・グリフィンとピーター・デール・スコット編集のエッセイにも掲載された。査読プロセスの有効性に関して懐疑論が生じたときは、陰謀論者はさらにいっそう表向きの隠蔽を仮定することで反論した。
2008年4月、ジョーンズは他の4人の著者と共に、ベンサムオープン土木工学ジャーナルに「世界貿易センターの破壊に関する政府の公式報告との14の合意」という題名のレターを発表した。2008年8月、ジョーンズは、ケビン・ライアン（Kevin Ryan）およびジェームズ・ゴーリー（James Gourley）とともに、「世界貿易センターの環境異常：エネルギー物質の証拠」と題された論文を環境保護論者誌（The Environmentalist）に査読付き記事として発表した。
2009年4月、ジョーンズはニールス・ハリット（Niels H. Harrit）と他の7人の著者とともに、公開化学物理誌（The Open Chemical Physics Journal）上で「9/11 ワールドトレードセンター崩壊の粉塵から発見された活動的な熱的物質」という題名の論文を発表した。一方で、ジャーナル編集者である爆発物とナノテクノロジーの専門家であるマリー・ポール・ピレニ教授は辞任した。彼女はデンマークの科学ジャーナルVidenskabから、記事の内容に対する専門的な評価を求めるメールを受け取っていたが、そのピレニによると、記事はピレニの許可なしに公開されたということであった。そのこともあり、その後、出版社であるベンサムサイエンス出版社の信頼性に関して多くの懸念が生じることとなった。これには、SCIgen で生成された査読済み記事を公開したこと（SCIgenは、IEEEおよびシュプリンガーにも論文を載せることに成功している）と、管理者級の複数人が辞任となったこと、そしてスパムを介して無関係の分野の研究者の論文投稿を促したこと、ということも含まれていた。ジョーンズが公開化学物理学誌に投稿した研究論文の査読審査に関して、デビッド・グリスコム（David Griscom）は自分は査読者の1人だったと明らかにした。ジョーンズは、共同執筆した論文の「解明の議論と応援」に対する謝辞の中で、グリスコムと9/11を研究している複数の科学者に言及した。なお、自身を査読者として明らかにしジョーンズから大胆にも正面から歓迎を述べられる 約4年前、グリスコムは証拠に基づいた9/11の研究を擁護する書簡を発表していたが、ジョーンズはそのときその編集者であった。
2016年8月、欧州物理ニュース（Europhysics News）は、「15年経過した観点から：高層ビルの崩壊の物理学について」という特集を掲載した。これは、WTC7とWTCタワーの崩壊についての米国政府（NIST）の公式見解に強く挑戦したものであったが、推測に関して免責事項が付けてあり査読付きの記事ではなかった。論文は、ジョーンズ、ロバート・コロル（Robert Korol）、アンソニー・スザンボチ（Anthony Szamboti）、そしてテッド・ワルター（Ted Walter）によって執筆されていた。

### 9/11真実のための学者の会と9/11真実と正義のための学者の会
ジョーンズは、9/11真実のための学者の会の創設メンバーで、ジェームス・フェッツァー（James H. Fetzer）と共に約1年間共同議長を務めた。2006年11月中旬からその年の終わりまで、ジョーンズ、フェッツァー、そして他の一連の研究者と個人は、組織の方向性について紛争に巻き込まれることとなった。ジョーンズらは、フェッツァーとジュディ・ウッド（Judy Wood）の主張を調べることとなった。つまり、指向性エネルギー兵器またはミニ核 がWTCタワーを破壊したというものであり、それらを否定するための実験に基づいた理由を詳しく説明することとなった。
2006年12月5日、ジョーンズは共同議長を務めていた9/11真実のための学者の会を辞任することとなった。 2006年12月、ジョーンズとメンバーの約4/5が9/11の真実の会を去ることを表明することとなった。その後、9/11の真実と正義の学者の会を設立した。また、2006年には、ジョーンズは9/11真実の建築家と技術者の会の創設メンバーとなった。
ジョーンズは9/11真実と正義のための学者の会の委員会メンバーではないが、彼の仕事はその会によって管理され、文書化されている。2010年4月までで、会は800人を超える会員を持つまでに成長した。現在、彼は9/11研究誌（Journal of 9/11 Studies）の共同編集者である。

## 表彰・受賞
- 1968、BYUにてデイビッド・O・マッケイ奨学金及び国家功労奨学金プログラム
- 1973〜1978年、ヴァンダービルト大学にて授業料奨学金および研究フェローシップ
- 1989年優秀奨学生賞（BYU）、1989年の最優秀新人賞（ポピュラーサイエンス）、創造性賞（日本創造性学会）
- 1990 BYU新人教員賞、シグマ XiのBYUチャプターにおける年次講師
- 2005年のBYU Alcuin賞及びフェローシップ